# Stefanowo (powiat pilski)
Stefanowo – osada w Polsce, w województwie wielkopolskim, w powiecie pilskim, w gminie Wyrzysk.
Do 31 grudnia 2023 miejscowość była częścią wsi Polanowo.